# Hidaka (Hokkaido)
Hidaka (jap. 日高町 Hidaka-chō) – miasto w Japonii, w prefekturze Hokkaido, w podprefekturze Hidaka. Według danych na rok 2022 miejscowość zamieszkiwało 10 900 mieszkańców, a gęstość zaludnienia wyniosła 11 os./km².